# تهمت (فیلم ۱۹۱۶)
تهمت (انگلیسی: Slander) یک فیلم است که در سال ۱۹۱۶ منتشر شد.